# Isodontia bastiniana
Isodontia bastiniana là một loài côn trùng cánh màng trong họ Sphecidae, thuộc chi Isodontia. Loài này được Richards miêu tả khoa học đầu tiên năm 1937.